# Хатидже султан
Хатидже Султан (Hatice Sultan, 1496 – 1538, на османо-турски: خدیجہ سلطان) е османска принцеса, дъщеря на султан Селим I и Айше Хафса Султан, сестра на Сюлейман Великолепни.

## Биография
Хатидже Султан е родена в Одрин през 1496 г. През 1518 г. тя се омъжва за Искендер Паша, но скоро става вдовица и се връща при майка си. Омъжва се за Ибрахим Паша, който е велик везир от 1523 г. През 1536 г. нейният съпруг е екзекутиран от султана и неговата собственост е конфискувана. Двамата имат три деца- Мехмед(умира в ранна възраст), Ханъм Султан и Фулане Султан . Хатидже умира в Константинопол през 1538 г.

## В киноматографията
Хатидже Султан е една от главните героини в най-популярния турски сериал Великолепният век. Ролята на Хатидже играе Селма Ергеч.